# Fertig
Das Adjektiv fertig leitet sich von dem mittelhochdeutschen vertec oder vertic ab, das so viel bedeutet wie ‚zum Aufbruch bzw. zur Fahrt bereit‘, ‚beweglich‘ oder ‚üblich‘.

## Herkunft
Es hängt etymologisch zusammen mit vart, das ‚bereit‘ oder ‚tüchtig‘, ‚gangbar‘, ‚fahrbar‘ oder ‚in Ordnung befindlich‘ bedeutete. Von daher konnte es auch die wertende Bedeutung erlangen: als Bezeichnung dafür, dass etwas oder jemand gut, recht beschaffen oder rechtschaffen, geschickt, gewandt oder tauglich ist, kurz, die passende Fertigkeit besitzt.

## Verwendung
- Das Wort wird verwendet, wenn ein Gegenstand oder Vorgang im Hinblick auf den angestrebten Zweck einen Zustand erreicht hat, der einen gewissen Abschluss darstellt, auch wenn er weiterer Verbesserung und Fortführung zugänglich bleiben mag – in diesem Sinne ist das Wort für das Deutsche ebenso eigentümlich wie kaputt für das Gegenteil.
- Im Sinne von ‚bereit sein‘ oder ‚vorbereitet‘ sein wurde fertig jahrelang als Abfahrtskommando von Zugschaffnern verwendet, gefolgt von einem Pfiff aus der Trillerpfeife. (Zitat: „Die Abfahrt der Züge erfolgt erst dann, wenn die Schaffner den Zugführer verständigt haben, dass der Zug fertig ist.“)[2] In diesem Sinne ist fertig die Vorstufe zur Abfertigung.
- Als Interjektion ist es im Sport das Mittelkommando beim Start (Auf die Plätze! – Fertig! – Los!).

Demgegenüber findet sich eine Pejoration des Ausdrucks:
- mit fertig sein drückt man im Hinblick auf eine Person geradezu gegenteilig den Zustand großer Erschöpfung aus; jemand sei an das Ende seiner Kräfte gekommen.
- analog stehen die Redewendungen fertig machen ‚jemanden zugrunde richten‘
- und fix und fertig als Übersteigerung im Sinne von ‚völlig, gänzlich fertig sein‘ (mit fix zu lat. fixare ‚befestigen‘, im weiteren Sinne dann synonym zu fertig ‚repariert‘).[3]